# Karl XI:s stuga
Ej att förväxla med Karl XI:s fiskarstuga
Karl XI:s stuga. eller Karlstorpsstugan,  är en ryggåsstuga, troligen tidigare under Sperlingsholm. Den ligger vid riksväg 26, den norra infarten till Halmstad. Huset stod tidigare vid nuvarande Kärleken och kallades då Södra Övrabygården. Den var då den närmast gården till staden längs infarten från norr, och utnyttjades av övernattande, eftersom stadens portar var stängda på natten. 
Karl XI sägs ha övernattat i stugan natten mellan den 16 och 17 augusti 1676 efter slaget vid Fyllebro.
Stugan flyttades 1783 till den nuvarande platsen och döptes om till Karlstorpsstugan.
I stugan drivs kafé av Föreningen Karlstorpsstugan.